# Beni Yagoub
Beni Yagoub (în arabă بنى يعقوب) este o comună din provincia Djelfa, Algeria.
Populația comunei este de 9.940 de locuitori (2008).